# Sex with Me
Sex with Me ist ein Lied der barbadischen Sängerin Rihanna aus dem Jahre 2016, das am 24. Februar 2017 in einer Remixvariante als Single ausgekoppelt wurde. Es ist auf der Deluxe Edition ihres achten Studioalbums Anti enthalten und wurde von der Künstlerin selbst zusammen mit Vinylz, PARTYNEXTDOOR, Chester Hansen und Boi-1da geschrieben sowie von letzterem zusammen mit Kuk Harrell produziert.

## Hintergrund
Sex with Me wurde Mitte 2015 während eines "Writing Camps" in Rihannas Haus in Malibu geschrieben. PARTYNEXTDOOR, der sich zuvor durch seine Autorenbeteiligung an mehreren Werken des Rappers Drake einen Namen gemacht hat, selbst jedoch noch unbekannt war, wurde dorthin neben anderen namhaften Songwritern eingeladen. Er verstand zuerst nicht, weshalb man ihn zusammen mit wesentlich erfolgreicheren Liederschreibern auswählte, die bereits große Hits verzeichnen konnten, war jedoch entschlossen, für Rihanna zu schreiben. In dieser Zeit entstanden sowohl Sex with Me als auch ihr künftiger Nummer-eins-Hit Work; für beide Titel ließ er sich von seinen karibischen Wurzeln inspirieren.

## Musik und Text
Bei Sex with Me handelt es sich um ein Contemporary R&B-Lied im Slow-Jam-Stil, welches in Cis-Moll verfasst ist. Auffällig an der Komposition ist, dass der Akkordfolge eine harmonische Auflösung fehlt. Ein mit Echo versehener Synthesizer, der abwechselnd zwei Töne spielt, ist dabei mit tiefen 808-Bass Drums, Hi-Hats und Snares unterlegt. Inhaltlich dreht sich der Song, wie der Titel nahelegt, ausschließlich um Sex. Rihanna thematisiert ungewöhnlich explizit ihre sexuellen Absichten und Bedürfnisse, vor allem im Zusammenspiel mit alkoholischen Getränken und Drogen. Sie stellt klar, dass ihr Verlangen rein physischer Natur ist und nichts mit Romantik zu tun hat. Sie beschreibt das Gefühl, dass der Zuhörer empfindet, als er mit ihr schläft, als unglaublich gut und wünscht sich, dass der Koitus so lange wie möglich anhält.

## Kritik
Sex with Me erhielt äußerst positive Kritiken und wurde als eines der Highlights des Albums sowie als einer der besten Bonustracks aller Zeiten angesehen. Gelobt wurde, dass es die Deluxe Edition würdig mit einem experimentellen Lied ausklingen ließe und durch seinen fantastischen, fiktionalen Charakter einen Kontrast zu den davor dargebrachten persönlichen Nummern darstelle. Es wäre ein Zeugnis dafür, wie talentiert PARTYNEXTDOOR als Songwriter wäre; Rihannas Stimme würde zum Instrumental perfekt passen und aufzeigen, wie eine Slow Jam heutzutage zu klingen habe. Gepriesen wurde auch die Akkordfolge, die den Beat zu einem Kronjuwel der beteiligten Produzenten mache. Es wäre eines der "sexiesten" Lieder aller Zeiten, nicht nur aufgrund seines Textes und seiner Gesangsdarbietung, sondern, da Sex wesentlich in das Gerüst des Liedes eingearbeitet wäre. Die Wirkkraft der musikalischen Komposition wurde mit Beethoven verglichen, der beim Hammerklavier die Tasten fest anschlage, um Geschlechtsverkehr zu symbolisieren; weiters zog man Parallelen zum Tristan-Akkord. Kritisiert wurde lediglich, dass man sich entschloss, das Stück nicht Teil der Standard Edition von Anti werden zu lassen.
Vice kürte Sex with Me zum zweitbesten Lied aus 2016; The Fader inkludierte es in seiner Playlist der besten Titel desselben Jahres.

## Kommerzieller Erfolg

### Chartplatzierungen
Sex with Me erreichte in den Vereinigten Staaten Platz 83 der Billboard Hot 100 und wurde mit einer Platin-Schallplatte ausgezeichnet. In Frankreich erreichte es Position 52; im deutschsprachigen Raum bewies es sich nicht in den Charts.
| ChartsChartplatzierungen       | Höchstplatzierung | Wochen |
| ------------------------------ | ----------------- | ------ |
| Vereinigte Staaten (Billboard) | 83 (15 Wo.)       | 15     |

### Auszeichnungen für Musikverkäufe
| Land/Region                  | Auszeichnungen für Musikverkäufe (Land/Region, Auszeichnung, Verkäufe) | Verkäufe  |
| ---------------------------- | ---------------------------------------------------------------------- | --------- |
| Brasilien (PMB)              | Gold                                                                   | 30.000    |
| Dänemark (IFPI)              | Gold                                                                   | 45.000    |
| Frankreich (SNEP)            | Gold                                                                   | 100.000   |
| Neuseeland (RMNZ)            | Platin                                                                 | 30.000    |
| Vereinigte Staaten (RIAA)    | 3× Platin                                                              | 3.000.000 |
| Vereinigtes Königreich (BPI) | Gold                                                                   | 400.000   |
| Insgesamt                    | 4× Gold · 4× Platin ·                                                  | 3.605.000 |

Hauptartikel: Rihanna/Auszeichnungen für Musikverkäufe